# Vîsunsk, Bereznehuvate
Vîsunsk (în ucraineană Висунськ) este localitatea de reședință a comunei Vîsunsk din raionul Bereznehuvate, regiunea Mîkolaiiv, Ucraina.

## Demografie
Componența lingvistică a localității Vîsunsk
     Ucraineană (95,16%)
     Rusă (3,61%)
     Alte limbi (1,24%)
Conform recensământului din 2001, majoritatea populației localității Vîsunsk era vorbitoare de ucraineană (95,16%), existând în minoritate și vorbitori de rusă (3,61%).